# Колумбия (округ, Флорида)
Колу́мбия (англ. Columbia county) — округ штата Флорида Соединённых Штатов Америки. По оценке бюро переписи населения США в 2016 году население округа составляло 69 299 человек. Окружным центром является город Лейк-Сити.

## История
Округ Колумбия был сформирован в 1832 году. В 1958 году в округе было создано общество любительского радио. Оно состояло из операторов радиолюбителей, которым нравилось общаться со всем миром. Клуб существует до сих пор.